# 1938 في المجر
فيما يلي قوائم الأحداث التي وقعت خلال عام 1938 في المجر.

## سياسة

### تعيين في المنصب
- 14 مايو – بابلو تيليكي Minister of Education (Hungary) [الإنجليزية]‏.

## مواليد

### فبراير
- 18 فبراير – استفان زابو

### يونيو
- 29 يونيو – يوزيف غيلي لاعب كرة قدم مجري.

### أغسطس
- 16 أغسطس – أندراش بالتسو لاعب خماسي حديث مجري.

### أكتوبر
- 9 أكتوبر – غيولا راكوسي لاعب كرة قدم مجري.

## وفيات

### يناير
- 28 يناير – انطون امبا (مواليد 1868) فيزيائي نمساوي.